# 세라핀 루이

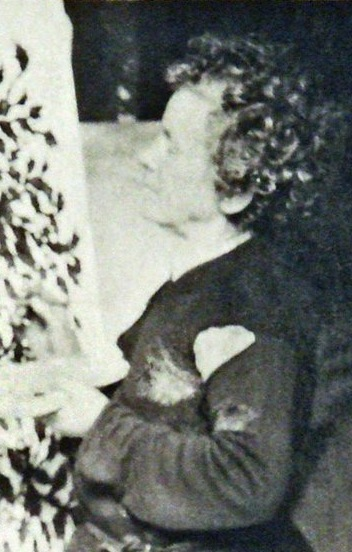

세라핀 루이(Séraphine Louis, 1864년~1942년)는 프랑스의 화가이다.
1864년 9월 3일 오아즈의 닷시에서 출생하였고 소녀시절을 양몰이로 보냈다고 한다. 얼마 뒤 상리스에서 중류 가정의 가정부가 되고 클레몽에서 사망했다. 그녀가 언제부터 그림을 그리기 시작하였는지는 알 길이 없으나 그녀를 발견해 낸 사람도 비평가 우데이다. 우데가 기술한 바에 의하면 1912년경 파리 부근의 상리스에서 살고 있었을 때에 이상한 정물화를 보고 이것에 이끌려 조사하여 본 결과 자기 집에 매일 오는 청소부였다고 한다. 세라핀은 봉브와와 루소와는 달리 정물(靜物)과 꽃만을 그렸다. 그러나 그녀의 그러한 꽃그림에는 '중세기풍(中世紀風)의 퍼내틱한 격정(激情)'이 있고 무기미한 빛을 던지고 있다. 어떤 사람은 '그녀의 불타는 듯한 색채의 화염은 상리스 교회의 스테인드글라스에서 받은 영감이다'고 말하는데, 확실히 거기에는 스테인드글라스 특유한 신비로운 색조(色調)나 태피스트리에서 보이는 패턴의 반복을 찾을 수 있다. 그러나 이러한 장식 과잉을 넘어 더욱 강하게 사람의 마음을 울리는 것은 그녀의 굳은 집념이며 분열병 환자에게 있기 쉬운 폭발적인 어두운 분위기이다. 세라핀이 초라한 방에서 성모 마리아에게 바치는 촛불을 밝히면서 제작하였다든지, 제작하는 모습을 보이기를 극도로 싫어했다든지 후에 화필을 집어 던지고 '세계는 멸망해 간다'고 중얼거리면서 상리스의 거리를 방황하였다고 하는 기록은 상기한 추측을 뒷받침하는 것에 틀림없다.
따라서 세라핀의 꽃은 루소의 그것처럼 이국취미도 아니며 보샹과 같이 따스한 것도 아니라 예사로운 <포도의 방>이고 단순한 <과실의 꽃>이며 그것들이 기묘하게 집중과 확산의 조형을 보여주고 있다. 조화는 여기에서는 균일화(均一化)되었고 말셀 브리온이 말하는 '마술적 리얼리즘'이란 말이 꼭 들어맞을 만큼 정밀하고 또한 환상적이다.

## 참고 문헌
- 이 문서에는 다음커뮤니케이션(현 카카오)에서 GFDL 또는 CC-SA 라이선스로 배포한 글로벌 세계대백과사전의 "세라핀" 항목을 기초로 작성된 글이 포함되어 있습니다.